# Scotogramma albescens
Scotogramma albescens är en fjärilsart som beskrevs av Mcdunnough 1943. Scotogramma albescens ingår i släktet Scotogramma och familjen nattflyn. Inga underarter finns listade.